# Alfons Szaniawski
Alfons Fortunat Szaniawski herbu Junosza (ur. 5 marca 1837 w Siedlcach, zm. 20 listopada 1905 w Moskwie) – generał armii rosyjskiej, przedsiębiorca, filantrop.

## Życiorys
Był synem Leona Pawła urzędnika w Wydziału Kontroli Skarbowej przy sądzie guberni podlaskiej w Siedlcach oraz Tekli z Filigensów. Kształcił się w kolegium pijarskim w Łukowie. Od lutego 1846 służył w Tulskim Korpusie Kadetów w Tule. Po dwóch latach nauki przeszedł do Konstantynowskiej Szkoły Wojskowej w Petersburgu, którą w 1855 ukończył z wyróżnieniem w stopniu chorążego, 11 czerwca 1855 został przydzielony do przybocznej gwardii cesarskiej Pułku Strzelców Pieszych. Od 1860 studiował w Nikołajewskiej Akademii Sztabu Generalnego w Petersburgu, którą ukończył 9 maja 1861 w stopniu podporucznika. 22 stycznia 1862 został przeniesiony do Sztabu Generalnego w Petersburgu, a 22 września 1862 wszedł do Zarządu Głównego Wojsk Kozackich jako kapitan, ze stanowiskiem starszego adiutanta Sztabu Syberyjskiego Okręgu Wojskowego. Był członkiem tymczasowego komitetu ds. kozackiego ustawodawstwa wojskowego i kierował jego kancelarią. Pracował przy organizowaniu Amurskiego Wojska Kozackiego. 20 kwietnia 1867 został awansowany na podpułkownika, a 20 kwietnia 1869 na pułkownika. W 1872 ożenił się z Lidią Rodstwiennow (zm. 1921), dzięki czemu stał się właścicielem milionowej fortuny. Małżeństwo pozostało bezdzietne. W 1872 został szefem Wydziału II Głównego Departamentu Wojsk Nieregularnych, był też od kwietnia 1872 szefem oddziału Zarządu Sztabu Generalnego. Wszedł do komitetu pracującego nad wprowadzeniem obowiązkowej służby wojskowej i zasad mobilizacji. 2 marca 1875 otrzymał półroczny urlop zdrowotny, przedłużony następnie do dwóch lat. Nadal chory, został 21 sierpnia 1876 zwolniony ze służby w stopniu generała majora, z prawem noszenia munduru. 
Następne lata spędził Szaniawski ponownie na Syberii, założył Towarzystwo Eksploatacji Pól Złotonośnych, miał udziały w kopalniach złota: Górno-Zejskiej, Daurskiej i Dżolańskiej. Wraz z żoną sfinansował budowę gimnazjów w Czycie oraz Błagowieszczeńsku za 30 tysięcy rubli, przy którym założył polską czytelnię. Przyczynił się też do powstania szkoły rolniczej na Zabajkalu oraz w 1894 Żeńskiego Instytutu Medycznego w Petersburgu, któremu przekazał 200 tysięcy rubli. W Irkucku wspomagał działalność polskich stowarzyszeń. Ok. 1898 przeniósł się do Moskwy, gdzie kupił dom przy Arbacie, który stał się częstym miejscem spotkań rosyjskiej inteligencji. W lipcu 1905 przekazał moskiewskiemu Towarzystwu Pomocy Dobroczynnej Biednym Wyznania Rzymskokatolickiego 40 tysięcy w złocie na założenie biblioteki polskiej w wybudowanym dla niej gmachu, nazwanym Domem Polskim (otwartym w 1906), znalazły siedzibę polskie organizacje. Swój dom i plac wartości 500 tysięcy rubli zapisał w testamencie Dumie moskiewskiej na rzecz powołania w tym miejscu Uniwersytetu Ludowego. Duma zapis przyjęła 29 października 1905. Stan zdrowia Szaniawskiego ulegał pogorszeniu rozpoznany tętniak aorty groził zgonem przy każdym wysiłku lub zdenerwowaniu. Generał przebywał głównie w domu prowadząc szeroką korespondencję, przyjmując gości. Zmarł w Moskwie, został pochowany na cmentarzu monastyru Nowoaleksiejewskiego zlikwidowanym w 1930.

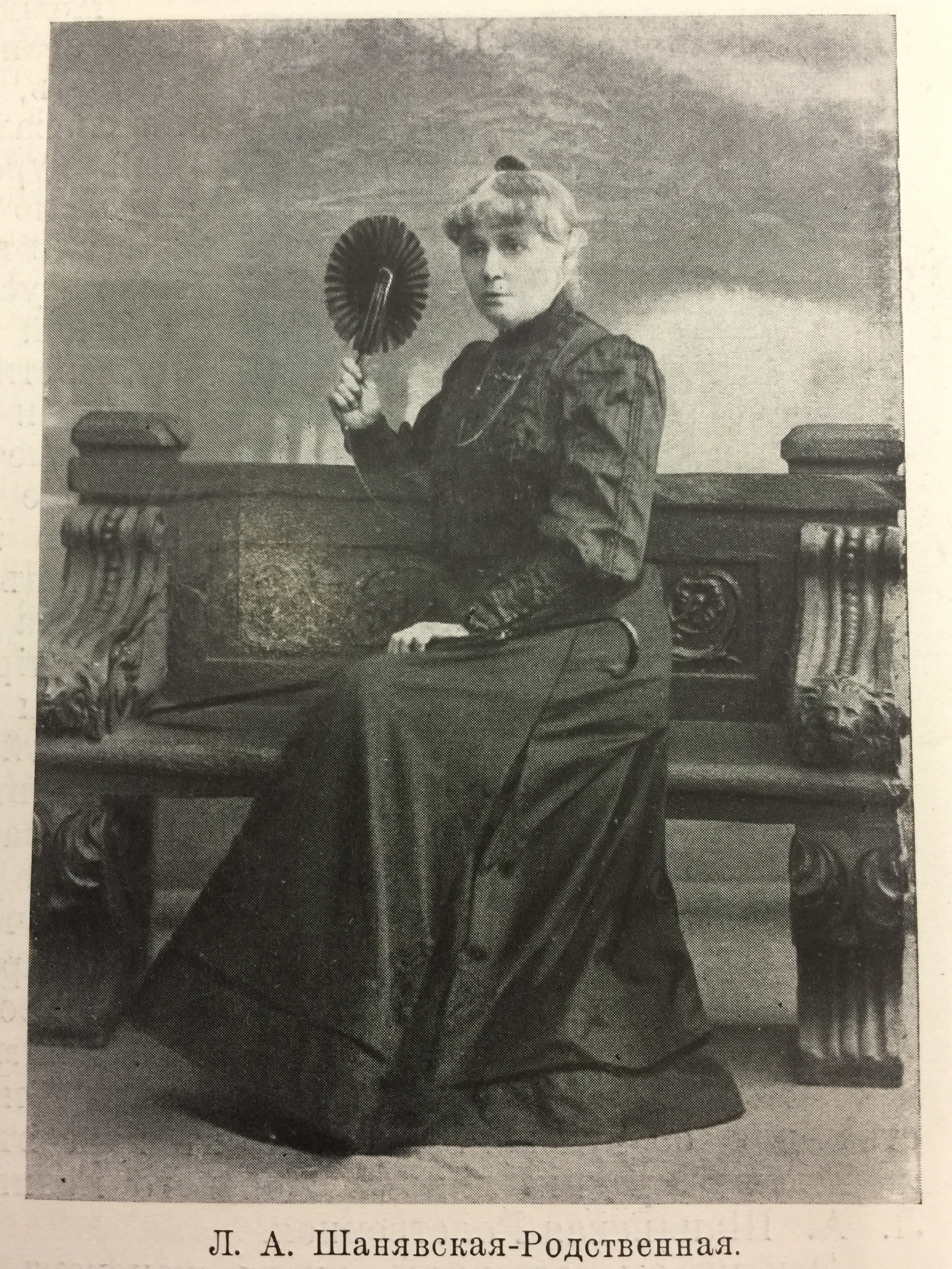
Fotografia żony Lidii Szaniawskiej

Był odznaczony  między innymi: orderami: Świętego Stanisława III klasy, Świętej Anny z mieczami II klasy (1866), Świętego Włodzimierza III klasy (1871) oraz brylantowym pierścieniem cesarskim (1873).